# 伊莎貝拉·賴斯
伊莎貝拉·賴斯（Isabella Rice，2006年9月13日—）是一名美國童星，以在《美少女的謊言》系列中飾演年輕的艾莉森·迪勞倫蒂斯和在《噬血真愛》中飾演莎拉·康普頓而知名。